# Kapela Majke Božje na zagrebačkom Glavnom kolodvoru
Kapela Majke Božje katolička je kapela otvorena 1994. godine u prostoru Glavnog kolodvora u Zagrebu. Otvorena je povodom prvog posjeta pape Ivana Pavla II. Republici Hrvatskoj, kao izraz dobrodošlice i trajnog vjerskog obilježja unutar jednog od najprometnijih prometnih čvorišta u državi.
U studenom 2022., nakon gotovo trideset godina neprekidne službe, kapela je obnovljena. Obnovu su proveli Udruga Betlehem i gospodin Živković, dugogodišnji skrbnik prostora. 

## Galerija
- Ulaz u kapelu na željezničkom kolodovru
- Tabla pored kapela
- Oltar i unutrašnjost kapele
- Peron na kojem se kapela nalazi